# Peter Payer (Regisseur)

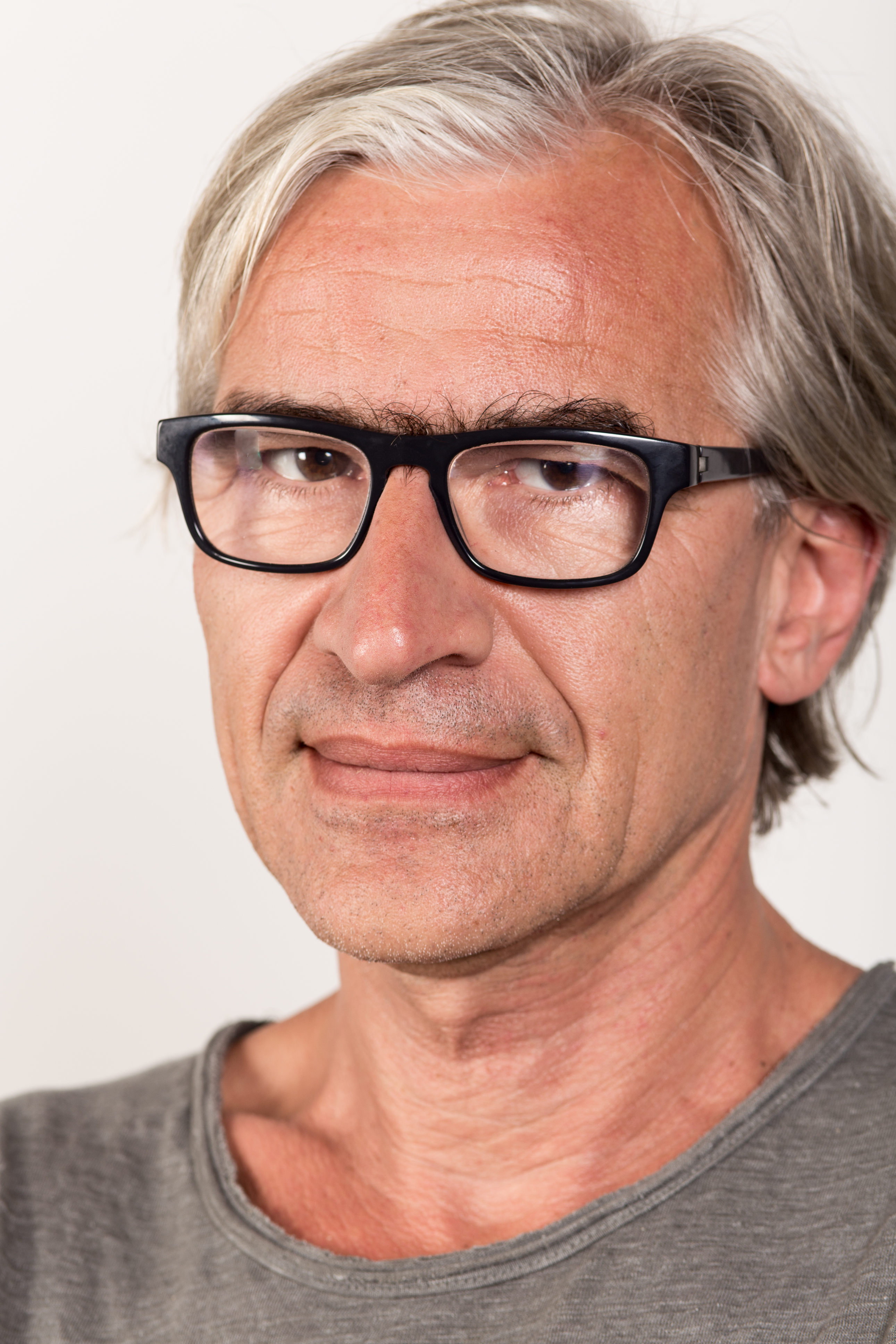
Peter Payer 2016

Peter Payer (* 20. August 1964 in Wien) ist ein österreichischer Regisseur und Drehbuchautor.

## Leben
Nach der Matura im Jahr 1982 begann er ein Medizinstudium und arbeitete nebenbei als Schilehrer, ab 1987 hatte er Volontariate bei Kino und Fernsehen und ab 1990 erstellte er erste Dokumentationen als Regisseur – zum Beispiel Zeitzeugen – und begann mit der Tätigkeit als Werberegisseur. In der Zeit von 1990 bis 1999 drehte er etwa 100 Werbespots und zahlreiche Fernsehfilme, etwa für die ORF-Kunststücke.
Mit dem Kinofilm Untersuchung an Mädeln (1999), der Adaptierung von Albert Drachs Buch, begann Payers Laufbahn als Kinoregisseur. Ravioli (2003), der Elemente von Alfred Dorfers Stück heim.at aufgriff, und der Kinderfilm Villa Henriette (2004) nach dem gleichnamigen Buch von Christine Nöstlinger machten Payer einem breiteren Kinopublikum bekannt. Freigesprochen ist ebenfalls eine Literaturverfilmung und basiert auf Ödön von Horváths Theaterstück Der jüngste Tag. Der Film hatte seine Weltpremiere in Locarno 2007 im Wettbewerb und wurde ausgezeichnet.

2011 folgte der Thriller Am Ende des Tages der in Liege (Belgien) mit dem Prix du Public ausgezeichnet wurde. Der Schauspieler Nicholas Ofczarek wurde beim Österreichischen Filmpreis in der Kategorie bester Schauspieler nominiert.

## Filmografie (Auswahl)
- 1999: Untersuchung an Mädeln (Kino)
- 1999: Tatort – Absolute Diskretion (TV)
- 2000: Die Nichte und der Tod (TV)
- 2003: Ravioli (Kino)
- 2004: Villa Henriette (Kino)
- 2005: ALEX FM (TV)
- 2007: Freigesprochen (Kino)
- 2011: Am Ende des Tages (Kino)
- 2012: Stolberg – Himmel und Hölle (TV)
- 2013: Stolberg – Die Frankenbergprotokolle (TV)
- 2018: Die Professorin – Tatort Ölfeld
- 2019: Glück gehabt

## Auszeichnungen (Auswahl)
- Max Ophüls Preis (2003): Preis der Jugendjury für Ravioli
- Mannheim/Heidelberg (2000): Publikumspreis für Untersuchung an Mädeln
- Milano (2008): Bestes Drehbuch für Freigesprochen
- Locarno (2007): Wettbewerb, Prix du jury speciale für Freigesprochen
- Liege (2011): Prix du public für Am Ende des Tages
- Österreichischer Filmpreis (2011): Nominierung Nicholas Ofczarek für beste Hauptrolle in Am Ende des Tages